# Férfi 400 méteres gátfutás a 2020. évi nyári olimpiai játékokon
A 2020. évi nyári olimpiai játékokon az atlétika férfi 400 méteres gátfutás versenyszámát 2021. augusztus 3–5. között rendezték a tokiói olimpiai stadionban. Az aranyérmet a norvég Karsten Warholm nyerte új világcsúccsal, saját korábbi rekordját 0,76 másodperccel megjavítva.
A kvalifikáció során 48,90 másodperc volt a szintidő.

## Rekordok
A versenyt megelőzően a következő rekordok voltak érvényben:
| Világrekord     | Karsten Warholm (NOR) | 46,70 | Oslo, Norvégia           | 2021. július 1.    |
| Olimpiai rekord | Kevin Young (USA)     | 46,78 | Barcelona, Spanyolország | 1992. augusztus 6. |

A döntőben új világcsúcs született:
| Világrekord     | Karsten Warholm (NOR) | 45,94 | Tokió, Japán | 2021. augusztus 3. |
| Olimpiai rekord | Karsten Warholm (NOR) | 45,94 | Tokió, Japán | 2021. augusztus 3. |

## Eredmények
Az időeredmények másodpercben értendők. A rövidítések jelentése a következő:
| - WR: világrekord - OR: olimpiai rekord - AR: kontinens rekord - NR: országos rekord | - PB: egyéni legjobb eredménye - SB: 2021-ben az addigi legjobb eredménye - DNS: nem indult a futamon - DNF: nem ért célba |

### Előfutamok
Minden előfutam első négy helyezettje automatikusan az elődöntőbe jutott. Az összesített eredmények alapján további négy versenyző jutott az elődöntőbe.
1. előfutam
| H  | Pálya | Név                 | Nemzet              | Reakcióidő | E     | Mj    |
| -- | ----- | ------------------- | ------------------- | ---------- | ----- | ----- |
| 1. | 2     | Abderrahman Samba   | Katar (QAT)         | 0,200      | 48,38 | Q     |
| 2. | 6     | Alison dos Santos   | Brazília (BRA)      | 0,152      | 48,42 | Q     |
| 3. | 8     | Abdelmalik Lahoulou | Algéria (ALG)       | 0,149      | 48,83 | Q, SB |
| 4. | 4     | Kemar Mowatt        | Jamaica (JAM)       | 0,139      | 49,06 | Q     |
| 5. | 5     | Ludvy Vaillant      | Franciaország (FRA) | 0,152      | 49,23 | q     |
| 6. | 7     | Koroknai Máté       | Magyarország (HUN)  | 0,151      | 49,80 |       |
| 7. | 3     | Chen Chieh          | Tajvan (TPE)        | 0,158      | 50,96 | =SB   |

2. előfutam
| H  | Pálya | Név                   | Nemzet                   | Reakcióidő | E     | Mj |
| -- | ----- | --------------------- | ------------------------ | ---------- | ----- | -- |
| 1. | 4     | Jaheel Hyde           | Jamaica (JAM)            | 0,184      | 48,54 | Q  |
| 2. | 7     | Kenneth Selmon        | Egyesült Államok (USA)   | 0,185      | 48,61 | Q  |
| 3. | 8     | Jamaucsi Hiromu       | Japán (JPN)              | 0,184      | 49,21 | Q  |
| 4. | 9     | Constantin Preis      | Németország (GER)        | 0,215      | 49,73 | Q  |
| 5. | 6     | Creve Armando Machava | Mozambik (MOZ)           | 0,159      | 50,37 | SB |
| 6. | 2     | Mohamed Amine Touati  | Tunézia (TUN)            | 0,152      | 50,58 |    |
| 7. | 5     | Sergio Fernández      | Spanyolország (ESP)      | 0,152      | 51,51 |    |
| 8. | 3     | Ned Azemia            | Seychelle-szigetek (SEY) | 0,151      | 51,67 |    |

3. előfutam
| H  | Pálya | Név                | Nemzet              | Reakcióidő | E     | Mj    |
| -- | ----- | ------------------ | ------------------- | ---------- | ----- | ----- |
| 1. | 8     | Karsten Warholm    | Norvégia (NOR)      | 0,157      | 48,65 | Q     |
| 2. | 7     | Thomas Barr        | Írország (IRL)      | 0,147      | 49,02 | Q     |
| 3. | 3     | Alessandro Sibilio | Olaszország (ITA)   | 0,126      | 49,11 | Q     |
| 4. | 4     | Luke Campbell      | Németország (GER)   | 0,145      | 49,19 | Q, SB |
| 5. | 5     | Wilfried Happio    | Franciaország (FRA) | 0,152      | 49,39 | q     |
| 6. | 6     | Márcio Teles       | Brazília (BRA)      | 0,154      | 49,70 | SB    |
| 7. | 2     | Gerald Drummond    | Costa Rica (CRC)    | 0,183      | 49,92 |       |

4. előfutam
| H  | Pálya | Név             | Nemzet                      | Reakcióidő | E     | Mj    |
| -- | ----- | --------------- | --------------------------- | ---------- | ----- | ----- |
| 1. | 2     | Kyron McMaster  | Brit Virgin-szigetek (IVB)  | 0,184      | 48,79 | Q     |
| 2. | 5     | Yasmani Copello | Törökország (TUR)           | 0,188      | 49,00 | Q     |
| 3. | 4     | Shawn Rowe      | Jamaica (JAM)               | 0,157      | 49,18 | Q, SB |
| 4. | 6     | David Kendziera | Egyesült Államok (USA)      | 0,192      | 49,23 | Q     |
| 5. | 8     | Joshua Abuaku   | Németország (GER)           | 0,169      | 49,50 | q, SB |
| 6. | 3     | Kurokava Kazuki | Japán (JPN)                 | 0,154      | 50,30 |       |
| 7. | 7     | Jordin Andrade  | Zöld-foki Köztársaság (CPV) | 0,202      | 50,64 | SB    |

5. előfutam
| H  | Pálya | Név               | Nemzet                        | Reakcióidő | E     | Mj    |
| -- | ----- | ----------------- | ----------------------------- | ---------- | ----- | ----- |
| 1. | 6     | Rai Benjamin      | Egyesült Államok (USA)        | 0,209      | 48,60 | Q     |
| 2. | 4     | Rasmus Mägi       | Észtország (EST)              | 0,160      | 48,73 | Q     |
| 3. | 2     | Sokwakhana Zazini | Dél-afrikai Köztársaság (RSA) | 0,147      | 49,51 | Q, SB |
| 4. | 7     | Nick Smidt        | Hollandia (NED)               | 0,181      | 49,55 | Q     |
| 5. | 3     | Vít Müller        | Csehország (CZE)              | 0,143      | 49,59 | q     |
| 6. | 8     | Abe Takatosi      | Japán (JPN)                   | 0,166      | 49,98 |       |
| 7. | 5     | M, P, Jabir       | India (IND)                   | 0,167      | 50,77 |       |

### Elődöntők
Minden elődöntő első két helyezettje automatikusan a döntőbe jutott. Az összesített eredmények alapján további két versenyző jutott a döntőbe.
1. elődöntő
| H  | Pálya | Név               | Nemzet                        | Reakcióidő | E     | Mj    |
| -- | ----- | ----------------- | ----------------------------- | ---------- | ----- | ----- |
| 1. | 7     | Karsten Warholm   | Norvégia (NOR)                | 0,156      | 47,30 | Q     |
| 2. | 5     | Rai Benjamin      | Egyesült Államok (USA)        | 0,184      | 47,37 | Q     |
| 3. | 4     | Yasmani Copello   | Törökország (TUR)             | 0,183      | 47,88 | q, SB |
| 4. | 6     | Thomas Barr       | Írország (IRL)                | 0,151      | 48,26 | SB    |
| 5. | 9     | Kemar Mowatt      | Jamaica (JAM)                 | 0,166      | 48,95 |       |
| 6. | 8     | Sokwakhana Zazini | Dél-afrikai Köztársaság (RSA) | 0,150      | 48,99 | SB    |
| 7. | 3     | Ludvy Vaillant    | Franciaország (FRA)           | 0,162      | 49,02 | SB    |
| 8. | 2     | Joshua Abuaku     | Németország (GER)             | 0,179      | 49,93 |       |

2. elődöntő
| H  | Pálya | Név                | Nemzet                 | Reakcióidő | E     | Mj    |
| -- | ----- | ------------------ | ---------------------- | ---------- | ----- | ----- |
| 1. | 7     | Alison dos Santos  | Brazília (BRA)         | 0,171      | 47,31 | Q, AR |
| 2. | 5     | Abderrahman Samba  | Katar (QAT)            | 0,188      | 47,47 | Q, SB |
| 3. | 4     | Alessandro Sibilio | Olaszország (ITA)      | 0,123      | 47,93 | q, PB |
| 4. | 6     | Kenneth Selmon     | Egyesült Államok (USA) | 0,225      | 48,58 |       |
| 5. | 8     | Luke Campbell      | Németország (GER)      | 0,153      | 48,62 | PB    |
| 6. | 9     | Shawn Rowe         | Jamaica (JAM)          | 0,204      | 48,83 | PB    |
| 7. | 2     | Nick Smidt         | Hollandia (NED)        | 0,164      | 49,35 | SB    |
| 8. | 3     | Vít Müller         | Csehország (CZE)       | 0,145      | 49,69 |       |

3. elődöntő
| H  | Pálya | Név                 | Nemzet                     | Reakcióidő | E       | Mj    |
| -- | ----- | ------------------- | -------------------------- | ---------- | ------- | ----- |
| 1. | 7     | Kyron McMaster      | Brit Virgin-szigetek (IVB) | 0,179      | 48,26   | Q     |
| 2. | 6     | Rasmus Mägi         | Észtország (EST)           | 0,156      | 48,36   | Q, NR |
| 3. | 9     | David Kendziera     | Egyesült Államok (USA)     | 0,190      | 48,67   |       |
| 4. | 2     | Constantin Preis    | Németország (GER)          | 0,186      | 49,10   |       |
| 5. | 5     | Abdelmalik Lahoulou | Algéria (ALG)              | 0,125      | 49,14   |       |
| 6. | 8     | Jamaucsi Hiromu     | Japán (JPN)                | 0,192      | 49,35   |       |
| 7. | 3     | Wilfried Happio     | Franciaország (FRA)        | 0,130      | 49,49   |       |
| 8. | 4     | Jaheel Hyde         | Jamaica (JAM)              | 0,159      | 1:27,38 |       |

### Döntő
| H     | Pálya | Név                | Nemzet                     | Reakcióidő | E     | Mj  |
| ----- | ----- | ------------------ | -------------------------- | ---------- | ----- | --- |
| Arany | 6     | Karsten Warholm    | Norvégia (NOR)             | 0,145      | 45,94 | WR  |
| Ezüst | 5     | Rai Benjamin       | Egyesült Államok (USA)     | 0,168      | 46,17 | AR  |
| Bronz | 7     | Alison dos Santos  | Brazília (BRA)             | 0,156      | 46,72 | AR  |
| 4.    | 4     | Kyron McMaster     | Brit Virgin-szigetek (IVB) | 0,157      | 47,08 | NR  |
| 5.    | 8     | Abderrahman Samba  | Katar (QAT)                | 0,186      | 47,12 | SB  |
| 6.    | 3     | Yasmani Copello    | Törökország (TUR)          | 0,166      | 47,81 | =NR |
| 7.    | 9     | Rasmus Mägi        | Észtország (EST)           | 0,167      | 48,11 | NR  |
| 8.    | 2     | Alessandro Sibilio | Olaszország (ITA)          | 0,144      | 48,77 |     |